# Umweltzustand
Umweltzustand (englisch state) ist in der Entscheidungstheorie und Wirtschaftswissenschaft die Bezeichnung für die gegenwärtige oder künftige Situation in der Umgebung eines Entscheidungsträgers oder Wirtschaftssubjekts.

## Allgemeines
Umgebung oder Umwelt ist in beiden Einzelwissenschaften weniger kausal im Sinne der Ökologie zu verstehen, sondern eher räumlich-institutionell definiert. Die räumliche Definition der Umwelt bezeichnet dabei diejenigen Faktoren, welche Einfluss auf das Ergebnis einer Handlungsalternative haben, selber aber außerhalb des Einflussbereiches des Entscheidungsträgers liegen. Dazu gehören andere Entscheidungsträger in der eigenen Organisation (Unternehmen, Behörden), andere Organisationen und Akteure, Konkurrenz, Markt, die Gesetzeslage oder das Ausland. Auch die volkswirtschaftlichen Rahmenbedingungen sind Teil dieser Umweltzustände. Der Entscheidungsträger hat diese Umweltzustände als Reaktionsparameter oder Datenparameter bei eigenen Entscheidungen zu berücksichtigen. Umweltzustand ist mithin eine denkbare Konstellation der in einer bestimmten Situation relevanten Umweltfaktoren.

## Arten
Zu den Umweltzuständen einer Entscheidungssituation gehören endogene und exogene Umweltfaktoren:
- endogene Umweltfaktoren sind unter anderem die Entscheidungen von Kollegen, Verschleiß und Abnutzung, die Auswirkungen betrieblicher Funktionen oder unvollkommene Informationen;
- exogene Umweltfaktoren: Witterung, Marktpreise, Konsumentenverhalten, Marktverhalten der Konkurrenz, Geschäftsverbindungen, volkswirtschaftliche Schocks usw.

Unsicherheiten bestehen bei den exogenen Umweltfaktoren „in der unvollkommenen Information der Beteiligten über die Zustände dieser Welt“.

## Entscheidungstheorie
Der künftige Umweltzustand ist in der Entscheidungstheorie von erheblicher Bedeutung. Bei der Einordnung der verschiedenen Entscheidungen (konstitutive Entscheidungen oder operative Entscheidungen) kommt es darauf an, wie der Entscheidungsträger die künftigen Umweltzustände berücksichtigen kann.
- Bei der Entscheidung unter Sicherheit ist der Eintritt künftiger Umweltzustände zu 100 % determiniert, es liegt vollständige Information vor (Informationsgrad: 100 %). Der Entscheidungsträger verfügt über sichere Erwartungen, und die mit der Entscheidung verbundenen Konsequenzen werden sicher eintreten.[5]
- Bei der Entscheidung unter Risiko kann der Entscheidungsträger den möglichen Ausprägungen künftiger Umweltzustände subjektive (beispielsweise Lotto oder Roulette) oder objektive Eintrittswahrscheinlichkeiten (etwa Schätzungen) zuordnen.[6] Es liegt unvollständige Information vor (Informationsgrad < 0 % > 100 %).
- Bei der Entscheidung unter Ungewissheit sind die möglichen Ausprägungen künftiger Umweltzustände zwar bekannt, aber es können vom Entscheidungsträger keine Wahrscheinlichkeiten zugeordnet werden.[7] Es liegt unvollständige Information vor.
- Die Entscheidung unter Unsicherheit bedeutet, dass der Entscheidungsträger die Umweltzustände nur mit hoher Unsicherheit voraussehen kann, und die Möglichkeit von ex post-Überraschungen ist nicht auszuschließen. Überraschungen sind der „Wechsel der Erwartung aufgrund des Eintreffens neuer Daten“.[8]

Bei einem Informationsgrad von 0  % liegt Ignoranz vor; eine rationale Entscheidung ist hierbei nicht möglich.
Hieraus lässt sich folgende Übersicht ableiten:
| Entscheidungsart                | Merkmale |
| ------------------------------- | --- |
| Entscheidung unter Sicherheit   | alle Umweltzustände sind bekannt |
| Entscheidung unter Unsicherheit | tatsächliche Umweltzustände sind nicht bekannt; eine Wahrscheinlichkeitsverteilung über die möglicherweise eintretenden Umweltzustände ist bekannt       |
| Entscheidung unter Ungewissheit | tatsächliche Umweltzustände sind nicht bekannt; eine Wahrscheinlichkeitsverteilung über die möglicherweise eintretenden Umweltzustände ist nicht bekannt |
| Entscheidung unter Risiko       | den möglichen Umweltzuständen können bestimmte Eintrittswahrscheinlichkeiten zugeordnet werden                                                           |

Die einzelnen Entscheidungsarten unterscheiden sich danach, was bekannt und was unbekannt ist.

## Veränderung des Umweltzustands durch Entscheidungen
Der Umweltzustand wird in dieser Form betrachtet, wenn ein Entscheidungsträger sich bei seiner Entscheidung für eine bestimmte Handlungsalternative ausspricht. Diese, aber auch die erwähnte endogene und exogene Umgebung des Entscheidungsträgers, verändert den gegenwärtigen Umweltzustand in einen künftigen Umweltzustand, wobei dem Entscheidungsträger als Prognosemöglichkeit bei seiner Entscheidung meistens Eintrittswahrscheinlichkeiten zur Verfügung stehen. Wenn beispielsweise ein Unternehmen Verluste erwirtschaftet (gegenwärtiger Umweltzustand) und der Entscheidungsträger sich für Kostensenkungen bei Personalkosten entscheidet, so ist die Eintrittswahrscheinlichkeit hoch, dass er sein Unternehmen in die Gewinnzone bringt (künftiger Umweltzustand). Zum künftigen Umweltzustand gehören daneben aber auch unter anderem die Umsatzerlöse des Unternehmens; bleiben sie mindestens gleich oder erhöhen sie sich, verbessert sich die Sicherheit der Gewinnprognose. Relevante Umweltzustände im Vertrieb eines Unternehmens wiederum können das Konsumentenverhalten, die Wettbewerber, die Konjunkturlage oder andere Marktdaten sein.